# Педерсен, Пауль
Пауль Андреас Педерсен (норв. Paul Andreas Pedersen; 18 сентября 1886, Фредриксхалд, Эстфолл — 16 августа 1948, Халден, Эстфолл) — норвежский гимнаст, призёр летних Олимпийских игр.
На Играх 1908 года в Лондоне Педерсен участвовал только в командном первенстве, в котором его сборная заняла второе место.
Через четыре года Педерсен выступал за норвежскую сборную на Олимпиаде 1912 года в Стокгольме. В соревновании по шведской системе его команда заняла третье место.